# Vincent Contenson

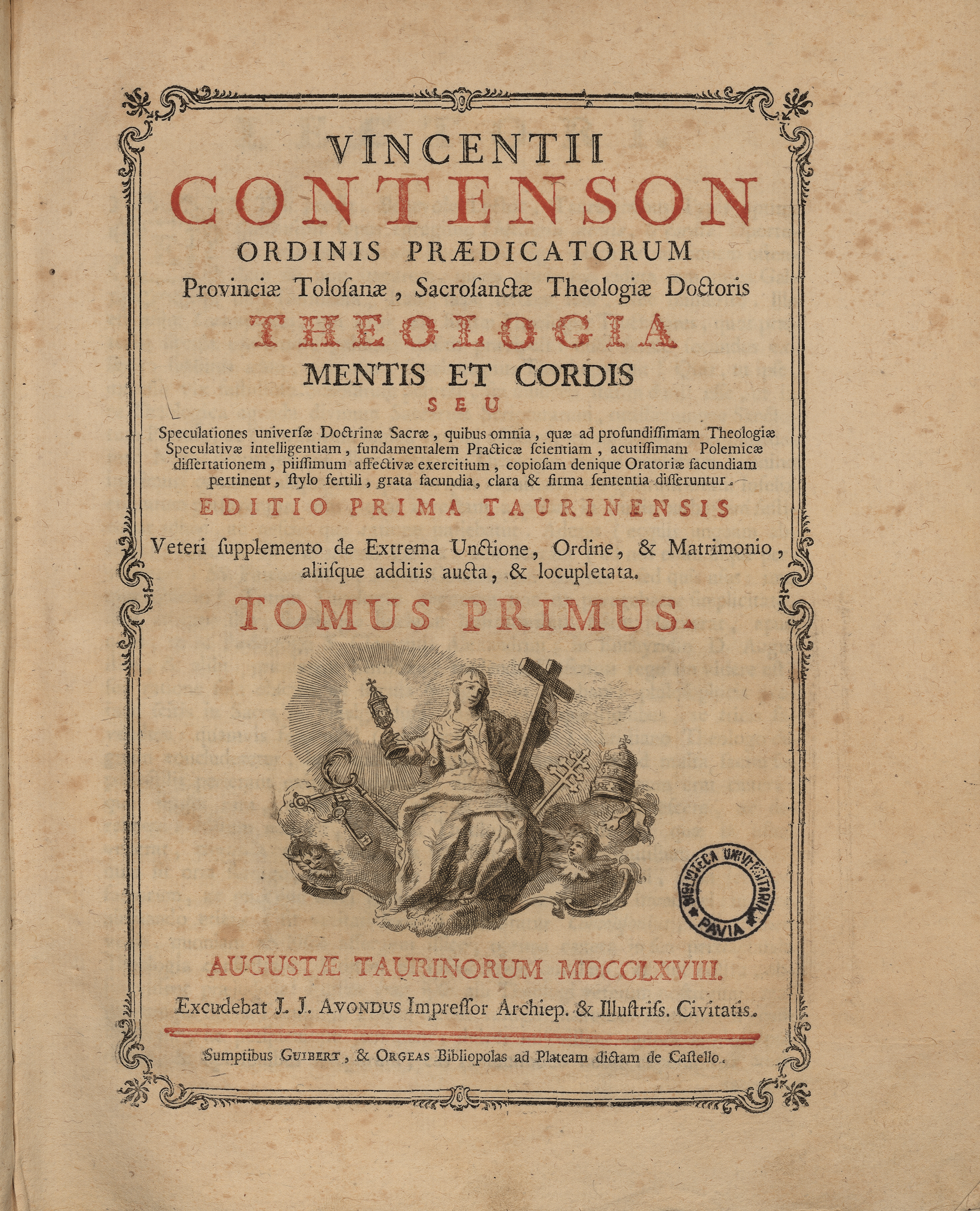
Theologia mentis et cordis

Vincent Contenson, né à Auvillar en 1641 et décédé à Creil le 26 décembre 1674, est un théologien dominicain thomiste

## Biographie
Fils de Jean de Contenson, docteur en droit et bachelier en théologie, Guillaume naît à Auvillar (Tarn-et-Garonne) en 1641. Il commence ses études au collège des Jésuites de Montauban (1649-1655) et devient dominicain à 17 ans.  Il doit fuir sous la pression de son père qui ne voulait pas le voir entrer en religion.  À Toulouse, il parcourt le cycle ordinaire des études théologiques.
À l'âge de 24 ans, il est envoyé à Albi pour y occuper la chaire publique de philosophie (1664-1665), et mène nombre de controverses avec les protestants, fort actifs dans cette région de la France. Il est ensuite rappelé à Toulouse, où il enseigne la théologie (1666), brièvement chargé de mission à Rome (fin 1666-1667) puis assigné au couvent réformé de Saint Honoré de Paris. D'une santé fragile, il meurt d'épuisement après les prêches de l'avent à Creil, et est enterré à l’Église de Creil.
Son grand et unique ouvrage est sa Theologia mentis et cordis. C'est un traité complet en neuf volumes de théologie thomiste, comprenant tant des considérations dogmatiques, métaphysiques, ascétiques et mystiques. En théologie morale, il s'attaque au probabilisme, dans la lignée des Dominicains de Toulouse comme Pierre Labat, Jean-Baptiste Gonet et Vincent Baron, ce qui fit qu'il fut souvent rangé au nombre de rigoristes.
Épuisé par tous ses travaux, il meurt le 26 décembre 1674, à 33 ans, à Creil, dans l'Oise, où il venait de prêcher l'Avent et où ses supérieurs l'avaient envoyé se reposer. Il a son tombeau dans l'église de Creil.

## Œuvre
- Theologia Mentis Et Cordis, Seu Speculaltiones Universae Doctrinae Sacrae, 1675[2]. La Theologia mentis et cordis est l'unique ouvrage dû à la plume de Contenson. Il l'entreprit avant 1666. Le premier volume en fut édité à Lyon en 1668. Demeuré inachevé, la partie consacrée aux sacrements est l'œuvre du Père Massoulié, mais le traité « De novissimis » avait été composé par Contenson avant sa mort. Le deuxième tome vit le jour en 1687 (nombreuses rééditions, la dernière en date : Paris, Vivès, 1886). Contenson a emprunté son plan à la Somme théologique de Thomas d'Aquin, dont la Theologia constitue un solide commentaire. Des « reflexiones » ascético-mystiques font suite aux « speculationes », exposé scolastique de la doctrine. À la fin du 10e livre, Contenson a inséré une mariologie, où il a laissé parler son âme qui, selon son expression (t. 2, Venise, 1727, p. 138), était « naturaliter mariana ». Il a omis d'imprimer à la suite de la première dissertation du livre 8 (t. 1, p. 600) une ample dissertation sur l'« efficacia ab intrinseco » de la grâce. On admette habituellement que Contenson s'inspira dans la rédaction de son ouvrage de la Théologie affective de Louis Bail (Paris, 1638-1650).